# Ла-Тринита
Ла-Тринита́ (фр. и окс. La Trinitat) — коммуна во Франции, находится в регионе Овернь. Департамент — Канталь. Входит в состав кантона Шод-Эг. Округ коммуны — Сен-Флур.
Код INSEE коммуны — 15241.
Коммуна расположена приблизительно в 460 км к югу от Парижа, в 120 км южнее Клермон-Феррана, в 45 км к юго-востоку от Орийака.

## Население
Население коммуны на 2008 год составляло 42 человека.
| 1962 | 1968 | 1975 | 1982 | 1990 | 1999 | 2008 |
| ---- | ---- | ---- | ---- | ---- | ---- | ---- |
| 84   | 118  | 77   | 58   | 63   | 62   | 42   |

## Экономика
В 2007 году среди 28 человек в трудоспособном возрасте (15—64 лет) 20 были экономически активными, 8 — неактивными (показатель активности — 71,4 %, в 1999 году было 69,2 %). Из 20 активных работали 18 человек (12 мужчин и 6 женщин), безработными были 2 женщины. Среди 8 неактивных 1 человек был учеником или студентом, 5 — пенсионерами, 2 были неактивными по другим причинам.

## Достопримечательности
- Церковь Сент-Трините (XII век). Памятник истории с 1937 года[8]

## Фотогалерея
- Скульптурное изображение Св. Троицы в церкви Сент-Трините
- Карта коммуны